# Cryptomeigenia ochreigaster
Cryptomeigenia ochreigaster är en tvåvingeart som beskrevs av Charles Howard Curran 1926. Cryptomeigenia ochreigaster ingår i släktet Cryptomeigenia och familjen parasitflugor.
Artens utbredningsområde är Manitoba. Inga underarter finns listade i Catalogue of Life.